# O goshi
O-goshi (大腰, Grande quadril) é uma das 40 técnicas originais (Gokyo) compiladas por Jigoro Kano.
Ele pertence ao Dai ikkyo (第一教, primeiro grupo de ensinamentos) do Gokyo-no-waza (五教之技, Cinco ensinamentos de técnicas), do Kodokan judô. Ele é também parte da lista de 67 projeções do Kodokan judô. Ele é classificado como um koshi-waza (腰技, técnica de quadril).

## Descrição técnica
A classificação do O-goshi como koshi-waza (腰技, técnica de quadril), indica o papel central que o quadril desempenha na execução da técnica.
Nesta técnica, o kuzushi (崩し, desequilíbrio) do uke é feito para a frente (mae-kuzushi). A partir da pegada clássica, o  tori, usando o braço da gola (tsurite (釣手)) , envolve o corpo do uke e ao mesmo tempo que gira seus quadris, movendo-as para a frente e abaixo do quadril do uke, além de minimizar a quantidade de espaço na altura do peito. O tori, com a hikite (引手, mão da manga) puxa o braço do uke para a frente. A projeção (Kake (掛け)) resulta do levantamento com o quadril do tori, seguido de uma flexão para a frente, enquanto continua a puxar o braço para a frente e para baixo, levando o uke para chão aos seus pés.

## História da técnica
Sabe-se que o-goshi era ensinado na escola tradicional (koryū) de jujutsu Tenjin Shinyō-ryū, na qual Jigoro Kano estudou antes da fundação do judô. Nos textos da Tenjin Shinyō-ryū, o arremesso é chamado de koshi-nage (腰投, Projeção de quadril) O-goshi foi um das primeiras técnicas de projeção a ser incorporada ao judô e foi incluído no Dai nikyo (第二教, segundo grupo) de 1895 Gokyo-no-waza. Na revista Gokyo-no-waza de 1920, o lançamento foi movida para o Dai ikkyo (第一教, primeiro grupo), onde permanece. O O-goshi é muitas vezes a primeira projeção ensinada para um iniciante, por ser relativamente simples de jogar com o parceiro com o controle.